# Vuelta al Táchira 2004
Die 39. Vuelta al Táchira fand vom 10. bis zum 23. Januar 2004 in Venezuela statt. Das Straßenradrennen wurde in vierzehn Etappen über eine Distanz von 1831 Kilometern ausgetragen. Es war in die UCI-Kategorie 2.5 eingestuft.
Gesamtsieger des Etappenrennens wurde der Einheimische José Rujano von Selle Italia-Colombia vor seinem kolumbianischen Teamkollegen Fredy González, der sich zugleich den Sieg in der Punktewertung sicherte. Das Podium wurde komplettiert von Carlos Maya (Lotería Del Táchira). Rujano gewann neben dem Gelben Trikot des Gesamtsiegers auch die Bergwertung und die Nachwuchswertung der U-23-Fahrer.

## Teilnehmer
Am Start standen Teams aus Kolumbien, Guatemala, Kuba und Venezuela, darunter zwei Nationalmannschaften. Insgesamt nahmen fünfzehn Teams teil. Die Mannschaften  Triple Gordo und Gobernación Del Zulia Alc De Cabimas schickten jeweils zwei Abordnungen an den Start.
| Broncomiel Guatemala Farara Tours Lotería del Táchira              | Alcaldía de Valera Triple Gordo A Gobernación Del Zulia Alc De Cabimas A | Gobernación Del Zulia Alc De Cabimas B Triple Gordo B Kino Táchira |
| Kolumbien Nationalmannschaft Pedaca Trujillo Selle Italia-Colombia | Bono del Ciclismo Alcaldía los Guayos Kuba Nationalmannschaft            |                                                                    |

## Etappen
| Etappe | Tag        | Start–Ziel                       | km    | Typ                 | Etappensieger   | Gesamtführender |
| ------ | ---------- | -------------------------------- | ----- | ------------------- | --------------- | --------------- |
| 1.     | 10. Januar | Rundkurs Maracaibo               | 163,5 | Flachetappe         | Marlon Pérez    | Marlon Pérez    |
| 2.     | 11. Januar | Maracaibo – Mene Grande          | 139,5 | Flachetappe         | Miguel Ubeto    | Marlon Pérez    |
| 3.     | 12. Januar | Cabimas – Valera                 | 178,1 | Flachetappe         | Marlon Pérez    | Marlon Pérez    |
| 4.     | 13. Januar | En Dividive – Santa Cruz de Mora | 198,1 | Hügeletappe         | Honorio Machado | Honorio Machado |
| 5.     | 14. Januar | El Vigía – Mérida                | 121,1 | Bergetappe          | José Rujano     | José Rujano     |
| 6.     | 15. Januar | La Tovar – La Grita              | 137,3 | Bergetappe          | Manuel Medina   | José Rujano     |
| 7.     | 16. Januar | Seboruco – Michelena             | 139,9 | Mittelgebirgsetappe | Raúl Gómez      | José Rujano     |
| 8.     | 17. Januar | Táriba – Cerro del Cristo Rey    | 129,4 | Mittelgebirgsetappe | Fredy González  | José Rujano     |
| 9.     | 18. Januar | Rundkurs San Cristóbal           | 115,2 | Hügeletappe         | José Chacón     | José Rujano     |
| 10.    | 19. Januar | San Cristóbal – Pregonero        | 143,3 | Mittelgebirgsetappe | César Salazar   | José Rujano     |
| 11.    | 20. Januar | Fundación – San Rafael del Piñal | 163,7 | Flachetappe         | César Salazar   | José Rujano     |
| 12.    | 21. Januar | Palmira – Rubio                  | 112,4 | Hügeletappe         | Fredy González  | José Rujano     |
| 13.    | 22. Januar | San Cristóbal – Chorro del Indio | 22    | Zeitfahren          | José Rujano     | José Rujano     |
| 14.    | 23. Januar | Peribeca – San Cristóbal         | 104,9 | Hügeletappe         | Marlon Pérez    | José Rujano     |